# 스티브 조크즈
스티브 조크즈(Steve Jocz, 1981년 7월 23일 ~ )는 캐나다의 드러머로, 과거 썸41의 일원이었다.
2013년 4월 17일 자신의 페이스북 페이지에 썸41 탈퇴를 선언했다.

### 활동
밴드 썸 41을 학교 친구 데릭 위블리와 결성하고, 2013년 탈퇴하였다. 그로써 데릭 위블리는 썸 41에서 활동을 가장 오래 한 멤버가 되었다. 조크즈는 2007년 에이브릴 라빈의 2곡에 드럼 연주를 하였고, 밴드 동료 제이슨 매캐슬린의 사이드 프로젝트 The Operation M.D. 에서 Dr. Dinero 라는 이름으로 1번째 앨범 We Have An Emergency, 두번째 앨범인 Birds + Bee Stings에 드럼 연주를 했다.

### 사생활
영국의 가수인 2008년 11월에 제시 모스와 결혼을 했고, 2011년 4월 20일 Owen 이란 이름의 아들을 낳았다.